# Mercedes-Benz F500 Mind
Mercedes-Benz F500 Mind — концепт-кар от Mercedes-Benz, представленный в 2003 году на Токийском автосалоне.

## История
Экспериментальная F-серия автомобильной марки Mercedes-Benz в 2003 году пополнилась новым концепт-каром F500 Mind, представленным на 37-м  автосалоне в Токио.
Целями научно-исследовательской работы являлись разработка и тестирование гибридного электро-дизельного двигателя, новая концепция дверей и интерьера салона, проектирование электронной водительской информационной системы. Основной идеей компании было создание предельно экономичной, но в то же время мощной силовой установки, и минимизация вредных выхлопов в атмосферу.
Представительский четырёх-дверный хетчбэк Mercedes-Benz F500 Mind представляет собой испытательную лабораторию для исследования ряда новейших решений и систем, часть из которых будут внедряться в производство. В рамках проекта было разработано более десятка технических идей для повышения безопасности, динамики и комфорта движения будущих легковых автомобилей Mercedes-Benz.

## Описание
Уникальный 4-дверный кузов более чем 5-метровой длины лишён привычных боковых центральных стоек. Опорой стеклянной крыши, а также мощным силовым элементом кузова служит единственная внутрисалонная стойка, опирающаяся о консоль. Функции педалей выполняют обозначенные участки пола с тензодатчиками, по сигналам которых компьютер даёт управляющие команды двигателю и тормозной системе. Это нововведение исключает травмирование ног водителя при фронтальном ударе. Тормозная система оснащается технологией SBC.
Автомобиль экипируется специальным раскладным столом с компьютером, позволяющим контролировать и управлять различными системами транспортного средства во время тест-драйвов.

### Экстерьер
Инженерами компании Mercedes-Benz были проведены работы по улучшению удобства использования автомобиля. Двери концепта были разработаны таким образом, чтобы открываться как классическим способом, так и в противоположном направлении (в соответствии с так называемым «принципом бабочки»). Сложный механизм открывания задних дверей позволяет распахивать их как по ходу, так и против хода движения, при этом в первом случае опорой петель дверей являются консольные полустойки, закрепляемые на порогах. Кинематика задней левой двери устроена так, что откидывается она на угол до 90 градусов.

### Интерьер
В салоне, абсолютно не связанном механически с подкопотным пространством, отсутствует привычной круглый руль. Вместо него установлена рукоятка, по виду напоминающая ручку управления самолётом. При помощи неё водитель посылает системам электронные импульсы. Для ощущения обратной связи джойстик сопротивляется благодаря усилию, которую создаёт либо механическая пружина, либо серво-электромотор. Максимальный угол поворота электронного штурвала составляет 180°, при этом характеристики рулевого управления обеспечивают великолепную управляемость машины. Широкий многофункциональный дисплей перед глазами водителя имитирует не только традиционные циферблаты приборов, но отображает и другую информацию, полезную для водителя, в виде различной графики.
На большой приборной панели, по желанию водителя, могут появится тахометр, спидометр, навигационные и прочие приборы. Что именно высветить в данный момент решает человек, манипулируя переключателем на центральной консоли. Причём сенсор реагирует на команду уже тогда, когда ладонь водителя приближается к нему на расстояние в 5 сантиметров.

### Двигатель
В качестве силового агрегата выступает гибридная силовая установка, состоящая из 4-х литрового дизельного двигателя V8 (позаимствован у серийного лимузина S-класса) мощностью 184 кВт (250 л. с.) и крутящим моментом 560 Н·м, а также электромотора мощностью 50 кВт (68 л. с.) и крутящим моментом 300 Н·м. Вместе они развивают мощность в 234 кВт (318 л. с.) и крутящий момент в 860 Н·м.
Электродвигатель, питаемый 300-вольтовым аккумулятором, может передвигать автомобиль сам по себе (без участия дизельного агрегата) на низких скоростях в режиме «stop & go».
Результатом проделанной инженерами работы является повышенная экономия топлива — до 20 %, особенно в условиях городского движения — и значительно пониженный уровень выбросов вредных загрязняющих веществ в сравнении с обычными двигателями.

### Система ночного видения
В тёмное время суток или в условиях недостаточной видимости на правом дисплее приборной панели автомобиля проявляет себя инновационная система ночного видения. Она состоит из двух инфракрасных лазерных датчиков, чей невидимый свет освещает дорогу вперёд на 150 метров. Камера в лобовом стекле захватывает свет, отражаемый фарами иных автомобилей, велосипедистов или пешеходов, и преобразует сигналы в однозначное чёрно-белое изображение, которое отображается на дисплее. Таким образом, водителю становится известно о потенциально опасных объектах гораздо раньше, чем те попадут в его поле зрения (стандартные фары ближнего света освещают около 40 метров дороги впереди автомобиля).

## Технологические нововведения
В рамках работы над концепт-каром F500 Mind были разработаны и протестированы следующие технологии и системы:
- Гибридный двигатель (дизель + электромотор)
- Гибкая концепция дверей с возможностью открывать их в любую сторону
- Электронные акселератор и педаль тормоза
- Руль с электронным управлением — запущено в производство под именем STEER CONTROL в 2005 году с T245 серии B-класса
- Новая концепция дисплея и системы управления
- Информационная система для водителя на основе ультразвуковой технологии
- Складные стол с компьютером для мониторинга различных систем автомобиля
- Система ночного видения с инфракрасными датчиками — запущено в производство в 2005 году с модели W221 S-класса

## В сувенирной и игровой индустрии
- Модель в масштабе 1:43 выпускается фирмой Spark[3].

## Галерея

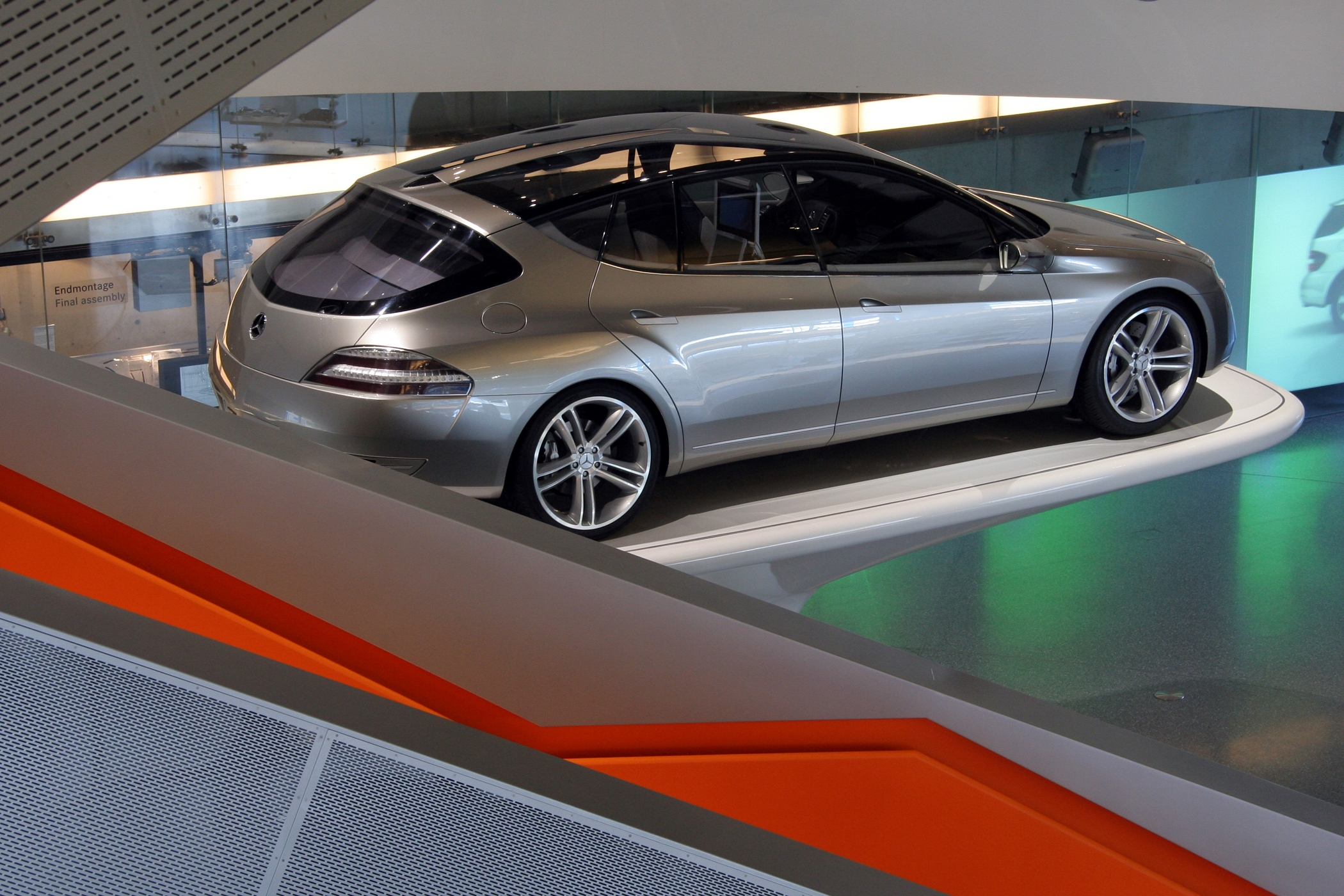
Вид сбоку
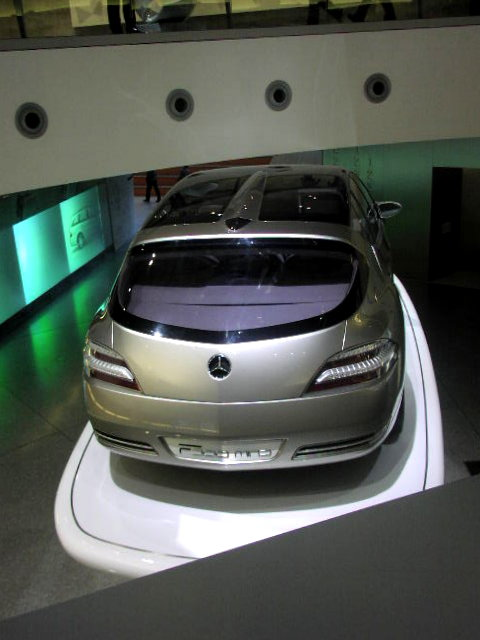
Вид сзади
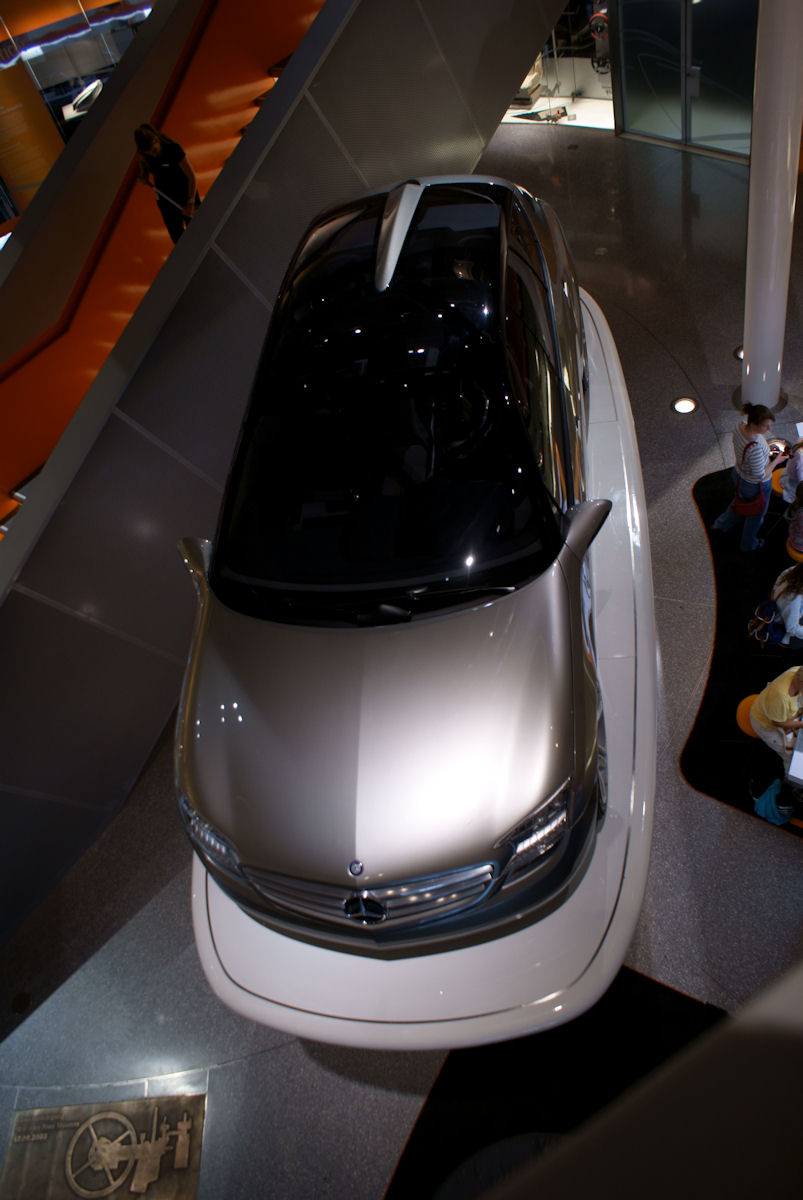
Вид сверху